# Andir (Jatiwangi)
Andir is een bestuurslaag in het regentschap Majalengka van de provincie West-Java, Indonesië. Andir telt 4054 inwoners (volkstelling 2010).